# Logelheim
Logelheim (Logele in alsaziano) è un comune francese di 874 abitanti situato nel dipartimento dell'Alto Reno nella regione del Grand Est.

## Società

### Evoluzione demografica
Abitanti censiti